# Japans MotoGP 2001
Japans MotoGP 2001 kördes den 8 april på Suzuka Circuit.

## 500cc
Valentino Rossi klarade sig ifrån att krascha när han blev utknuffad på gräset av Max Biaggi, kom tillbaka och tog en remarkabel seger, vilket var Hondas 500:e vinst i Grand Prix-sammanhang.

### Slutresultat
| Plats | Förare              | Märke     | Grid | Kvaltid  |
| ----- | ------------------- | --------- | ---- | -------- |
| 1     | Valentino Rossi     | Honda     | 7    | 2.06,140 |
| 2     | Garry McCoy         | Yamaha    | 4    | 2.05,833 |
| 3     | Max Biaggi          | Yamaha    | 3    | 2.05,703 |
| 4     | Norifumi Abe        | Yamaha    | 6    | 2.05,927 |
| 5     | Shinya Nakano       | Yamaha    | 2    | 2.05,588 |
| 6     | Alex Barros         | Honda     | 8    | 2.06,295 |
| 7     | Kenny Roberts Jr.   | Suzuki    | 9    | 2.06,469 |
| 8     | Loris Capirossi     | Honda     | 1    | 2.04,777 |
| 9     | Àlex Crivillé       | Honda     | 11   | 2.06,714 |
| 10    | Carlos Checa        | Yamaha    | 12   | 2.06,858 |
| 11    | Jurgen vd Goorbergh | Proton KR | 16   | 2.08,409 |
| 12    | Haruchika Aoki      | Honda     | 17   | 2.08,906 |
| 13    | Leon Haslam         | Honda     | 20   | 2.10,478 |
| 14    | Jay Vincent         | Pulse     | 21   | 2.11,232 |
| 15    | Tohru Ukawa         | Honda     | 5    | 2.05,924 |
| 16    | Mark Willis         | Pulse     | 23   | 2.12,791 |
| 17    | Akira Ryo           | Suzuki    | 15   | 2.07,580 |
| 18    | Olivier Jacque      | Yamaha    | 19   | 2.09,409 |
| 19    | Noriyuki Haga       | Yamaha    | 10   | 2.06,597 |
| 20    | Sete Gibernau       | Suzuki    | 14   | 2.07,121 |
| 21    | Barry Veneman       | Honda     | 24   | 2.13,133 |
| 22    | Johan Stigefelt     | Yamaha    | 22   | 2.11,282 |
| 23    | José Luis Cardoso   | Yamaha    | 13   | 2.06,993 |
| 24    | Chris Walker        | Honda     | 18   | 2.09,129 |

Jay Vincent och Tohru Ukawa tog inte målflagg, och kvalificerade sig därmed inte för poäng.